# Bang Seong-yun
Bang Seong-yun (방성윤?; Seul, 3 giugno 1982) è un ex cestista sudcoreano, professionista nella NBDL ed in Corea del Sud.

## Carriera
Con la Corea del Sud ha disputato tre edizioni dei Campionati asiatici (2003, 2005, 2009).